# Alexander (voornaam)
Alexander is een jongensnaam die oorspronkelijk uit het Grieks komt en die "de beschermer" of "de afweerder der mannen" betekent.

## Etymologie van de naam
De Nederlandse naam is afgeleid van het Latijnse Alexander, dat een Romeinse weergave van de originele Griekse nominatief Αλέξανδρος (Alexandros) is. De genitieve Griekse vorm is Alexandrou.
De naam stamt af van alex-, een vorm van alexis uit het Proto-Indo-Europese [PIE] *alek-) dat "verweer, bescherming, verdediging" betekent samen met -andros, een vorm van anēr, het Griekse woord voor "man". Het kan dus worden vertaald als "beschermer van mensen (mannen)".
Mogelijk de oudst overgeleverde variant van deze naam is Alaksandu, de naam van een koning van Wilusa aan wie de Hettitische koning Muwatalli II een bewaard gebleven brief richtte rond 1300 voor Chr.
De naam was een van de titels van de Griekse godin Hera en wordt in die context meestal als "zij die de krijgers helpt" begrepen. In de Ilias wordt de figuur Paris ook Alexander genoemd. De naam werd populair in de Griekse wereld door de militaire veroveringen van Koning Alexander III van Macedonië, bekend als Alexander de Grote (Μέγας Αλέξανδρος).
In de Middeleeuwen werd de naam populair door de zogenaamde Alexanderromans, waar ook de versvoet Alexandrijn vandaan komt.
De naam komt in het Nieuwe Testament een aantal maal voor. Ook een aantal heiligen en pausen heet Alexander.

## Bekende naamdragers

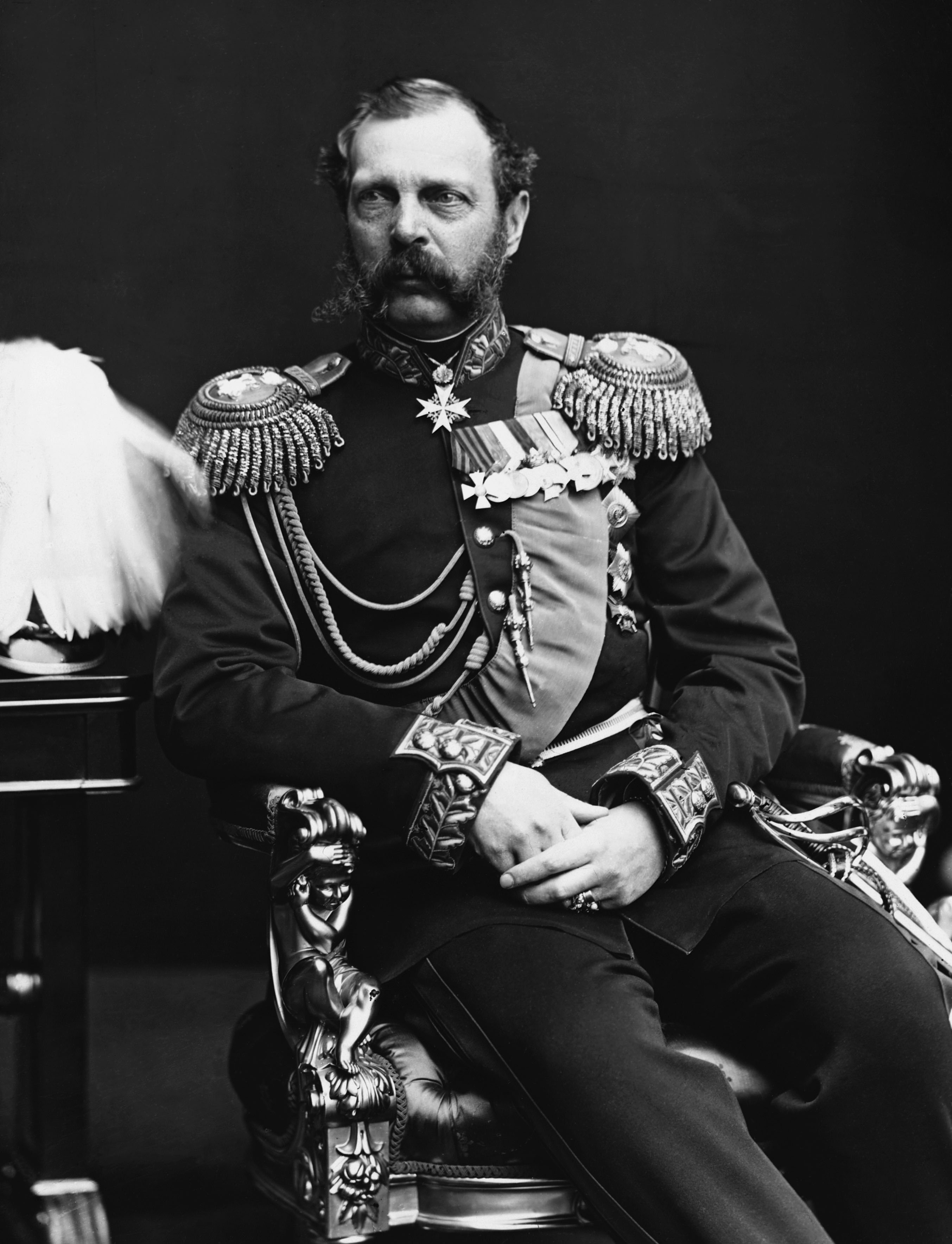
Alexander II van Rusland

### Heersers, staatsmannen, militairen en adel
- Alexander de Alabarch, hoge belastingambtenaar in Alexandrië en leider binnen de Joodse gemeenschap aldaar
- Alexander de Grote, koning van Macedonië die een enorm rijk veroverde
- Alexander Janneüs, koning van de Joodse Hasmonese staat
- Alexander, zoon van Herodes de Grote en Mariamne
- Alexander Helios, zoon van Marcus Antonius en Cleopatra VII (40-~25 v.Chr.)
- Alexander der Nederlanden (1818-1848)
- Alexander der Nederlanden (1851-1884)
- Alexander van België - zoon van Leopold III van België en Lilian Baels
- Alexander van Bynconium
- Alexander van Byzantium
- Alexander van Macedonië (dp - inclusief Alexander III de Grote)
- Alexander van Servië
- Alexander I van Bulgarije
- Alexander I van Griekenland
- Alexander I van Rusland
- Alexander I van Joegoslavië
- Alexander I van Georgië
- Alexander II van Rusland
- Alexander II van Kartli, koning van Georgië
- Alexander II van Imeretië
- Alexander III van Rusland
- Alexander Farnese, Spaanse veldheer en heerser over de Nederlandern
- Willem-Alexander, Koning der Nederlanden
- Harold Alexander of Alexander van Tunis, veldmaarschalk
- Marcus Julius Alexander, broer van Tiberius Julius Alexander en man van Julia Berenice
- Tiberius Julius Alexander, zoon van Alexander de Alabarch, procurator van Judea en prefect van Egypte

### Pausen
- Alexander I (?-115/6), 106-115
- Alexander II (ca. 1010/15-1073), 1061-1073
- Alexander III (begin 12e eeuw-1181), 1159-1181
- Alexander IV (ca. 1199-1261), 1254-1261
- Alexander V (1340-1410), tegenpaus: 1409-1410
- Alexander VI (1431-1503), 1492-1503
- Alexander VII (1599-1667), 1655-1667
- Alexander VIII (1610-1691), 1689-1691

- Alexandar Bajevski
- Alexandar Berelovich
- Alexandar Richardson
- Alexander
- Alexander's
- Alexander's-hof
- Alexander's Feast
- Alexander's Feast (Händel)
- Alexander's Ragtime Band
- Alexander's Ragtime Band (film)
- Alexander, film
- Alexander-Land
- Alexander-Martin Sardina
- Alexander-Nevsky Orde
- Alexander-polynoom
- Alexander-veelterm
- Alexander "Sawney" Bean
- Alexander (Arkansas)
- Alexander (Iowa)
- Alexander (Kansas)
- Alexander (Nederland 1851-1884)
- Alexander (New York)
- Alexander (North Dakota)
- Alexander (Vangelis)
- Alexander (beeldhouwer)
- Alexander (computerspel)
- Alexander (film)
- Alexander (heilige)
- Alexander (naam)
- Alexander (rivier)
- Alexander (spel)
- Alexander (televisieserie)
- Alexander (voornaam)
- Alexander ALX200
- Alexander Aan
- Alexander Aas
- Alexander Abraham Polak
- Alexander Abramov
- Alexander Ackerman
- Alexander Adriaenssen
- Alexander Aeschbach
- Alexander Afanasyev
- Alexander Agassiz
- Alexander Agricola
- Alexander Ahl-Holmström
- Alexander Albon
- Alexander Alekhine
- Alexander Aleksandrovitsj
- Alexander Aleksandrovitsj van Rusland
- Alexander Alexandrov
- Alexander Alexandrovitsj Aljechin
- Alexander Alexeieff
- Alexander Aljechin
- Alexander Alvaro
- Alexander Andries Maramis
- Alexander Andronov
- Alexander Antonitsch
- Alexander Aranburu
- Alexander Aranburu Deba
- Alexander Archangelski
- Alexander Archer
- Alexander Archipenko
- Alexander Areschenko
- Alexander Areshchenko
- Alexander Arms
- Alexander Arnold
- Alexander Aronovitsj Petsjerski
- Alexander Arutjunjan
- Alexander Auer
- Alexander August Wilhelm von Pape
- Alexander Avdonin
- Alexander BERKMAN
- Alexander Bach
- Alexander Baert
- Alexander Bah
- Alexander Bain
- Alexander Bain (uitvinder)
- Alexander Bakker Korff
- Alexander Balas
- Alexander Baliakin
- Alexander Baljakin
- Alexander Bannink
- Alexander Barclay
- Alexander Bard
- Alexander Baryatinsky
- Alexander Bassano
- Alexander Batta
- Alexander Battalaan
- Alexander Baumgarten
- Alexander Baumgärtel
- Alexander Baumjohann
- Alexander Bay
- Alexander Bay (baai in Newfoundland en Labrador)
- Alexander Bean
- Alexander Becht
- Alexander Beens
- Alexander Beliavsky
- Alexander Bell
- Alexander Belostenny
- Alexander Bening
- Alexander Bergmann
- Alexander Berkman
- Alexander Bernhardsson
- Alexander Berzin
- Alexander Betts
- Alexander Binder
- Alexander Binnie
- Alexander Bjork
- Alexander Björk
- Alexander Blessin
- Alexander Blockx
- Alexander Blok
- Alexander Bobkin
- Alexander Bodon
- Alexander Bogdanov
- Alexander Borisovich Kourakin
- Alexander Borisovich Kurakin
- Alexander Borodin
- Alexander Botcharov
- Alexander Botsjarov
- Alexander Braun
- Alexander Brincken
- Alexander Brouwer
- Alexander Bruckmann
- Alexander Brukhankov
- Alexander Bryukhankov
- Alexander Bublik
- Alexander Buettner
- Alexander Bukharov
- Alexander Burchard Floris Elias
- Alexander Buttner
- Alexander Bülow
- Alexander Büttner
- Alexander Bălănescu
- Alexander Calder
- Alexander Cameron Rutherford
- Alexander Campbell
- Alexander Campbell, 2e graaf van Marchmont
- Alexander Campbell (2e graaf van Marchmont)
- Alexander Campbell (voorganger)
- Alexander Carel Bouwmeester
- Alexander Carel Jan Frederik Bouwmeester
- Alexander Carel van Heiden
- Alexander Carl Heinrich Braun
- Alexander Carlisle
- Alexander Carnegie Kirk
- Alexander Cassatt
- Alexander Cataford
- Alexander Cejka
- Alexander Cepeda
- Alexander Chaplin
- Alexander Charlé de Waspick
- Alexander Chernin
- Alexander Christovao
- Alexander Christovão
- Alexander City
- Alexander City (Alabama)
- Alexander Claffy
- Alexander Cohen
- Alexander Collie
- Alexander Colyn
- Alexander Comitas
- Alexander Comrie
- Alexander Conti
- Alexander Cools
- Alexander Cooper
- Alexander Coosemans
- Alexander Cornabe
- Alexander Cornabé
- Alexander Cornelis Noordhoek Hegt
- Alexander Corryn
- Alexander County
- Alexander County (Illinois)
- Alexander County (North Carolina)
- Alexander Cowan
- Alexander Cox
- Alexander Csoma de Koros
- Alexander Csoma de Kőrös
- Alexander Cunningham
- Alexander Cunningham (archeoloog)
- Alexander Cunningham (schaker)
- Alexander Curly
- Alexander Cuza
- Alexander D'Hooghe
- Alexander Dale Oen
- Alexander Dalrymple
- Alexander Dargomyzhsky
- Alexander De Croo
- Alexander De Ridder
- Alexander Decroo
- Alexander Dennis
- Alexander Dennis (busbouwer)
- Alexander Dennis (busfabrikant)
- Alexander Deprez
- Alexander Dercho
- Alexander Deyneka
- Alexander Diaz Rodriguez
- Alexander Dibman
- Alexander Dimitrios
- Alexander Dimow Jankow
- Alexander Djatsjenko
- Alexander Djiku
- Alexander Dmitrievich Zasyadko
- Alexander Dmitriyevich Dubyago
- Alexander Dobrov
- Alexander Doegin
- Alexander Dolmatov
- Alexander Dominguez
- Alexander Dommerholt
- Alexander Domínguez
- Alexander Doom
- Alexander Dreyschock
- Alexander Du Toit
- Alexander Dubcek
- Alexander Dubyago
- Alexander Dubček
- Alexander Duff
- Alexander Duff, 1e hertog van Fife
- Alexander Duff, 1ste hertog van Fife
- Alexander Dugin
- Alexander Dumarey
- Alexander Dyachenko
- Alexander Dybman
- Alexander Edmondson
- Alexander Eduard Friedrich Eversmann
- Alexander Efimkin
- Alexander Egested Kamp
- Alexander Ekman
- Alexander Ellis
- Alexander Elmecky
- Alexander Emanuel Agassiz
- Alexander Emmanuel Agassiz
- Alexander Emmanuel Rodolphe Agassiz
- Alexander Enbert
- Alexander Eppo van Voorst tot Voorst
- Alexander Erler
- Alexander Ernst Alfred Hermann von Falkenhausen
- Alexander Ernst Fesca
- Alexander Ernste
- Alexander Escobar
- Alexander Esquemeling
- Alexander Esswein
- Alexander Evans
- Alexander Evtushenko
- Alexander Exquemelin
- Alexander Exquemeling
- Alexander Faassen senior
- Alexander Fadeev
- Alexander Farnerud
- Alexander Farnese
- Alexander Ferdinand van Pruisen
- Alexander Ferrier Wilmans
- Alexander Fersman
- Alexander Fievez
- Alexander Finkel
- Alexander Fischer
- Alexander Fiévez
- Alexander Fleming
- Alexander Foliforov
- Alexander Forbes
- Alexander Forrest
- Alexander Forsyth
- Alexander Frame Lithgow
- Alexander Franciscus van Beurden
- Alexander Frangenheim
- Alexander Fransson
- Alexander Frederick Douglas-Home
- Alexander Frederik Oscar van Sasse van Ysselt
- Alexander Frederik baron van Lynden
- Alexander Frederik de Savornin Lohman
- Alexander Frederik van Lynden
- Alexander Frederik van Württemberg
- Alexander Frei
- Alexander Freiherr von Bach
- Alexander Friedmann
- Alexander Frumkin
- Alexander Fuchs
- Alexander Galimov
- Alexander Galkin
- Alexander Gardner
- Alexander Gassner
- Alexander Gauland
- Alexander Geniez
- Alexander Gennadjewitsch Pogorelow
- Alexander George van Hessen-Darmstadt
- Alexander Georgiev
- Alexander Georgievich Ponomarenko
- Alexander Gerndt
- Alexander Gersbach
- Alexander Gerst
- Alexander Getmanski
- Alexander Geynrikh
- Alexander Gingsjo
- Alexander Gingsjö
- Alexander Glazoenov
- Alexander Glazunov
- Alexander Gode
- Alexander Godunov
- Alexander Goedicke
- Alexander Goehr
- Alexander Goetsjkov
- Alexander Gogel
- Alexander Goldin
- Alexander Gonda
- Alexander Gontchenkov
- Alexander Gorgon
- Alexander Gortsjakov
- Alexander Gottfried
- Alexander Gottlieb Baumgarten
- Alexander Gould
- Alexander Graf
- Alexander Graham
- Alexander Graham Bell
- Alexander Grebenkin
- Alexander Gretsjaninov
- Alexander Grimm
- Alexander Grischuk
- Alexander Grothendieck
- Alexander Grünwald
- Alexander Guruli
- Alexander Gustafsson
- Alexander Göschen
- Alexander Götz
- Alexander Hack
- Alexander Haig
- Alexander Hajek
- Alexander Hall
- Alexander Hamilton
- Alexander Hamilton Bridge
- Alexander Hamilton U.S. Custom House
- Alexander Hammelburg
- Alexander Harkam
- Alexander Harper Berkeley
- Alexander Harvey II
- Alexander Hegius
- Alexander Hegius Lyceum
- Alexander Hegius Scholengemeenschap
- Alexander Hegiuslezing
- Alexander Heldring
- Alexander Heldring (diplomaat)
- Alexander Helenus Johannes Leopoldus Fievez
- Alexander Helenus Johannes Leopoldus Fiévez
- Alexander Helgi Sigurðarson
- Alexander Helios
- Alexander Helphand

## Varianten die in het Nederlands gangbaar zijn
- Alex
  - Alex Bolaños, Ecuadoraanse voetballer
  - Alex Bunbury, Canadese voetballer
  - Alex Escobar, Colombiaanse voetballer
  - Alex Ferguson, Schotse voetbalmanager
  - Alex McLeish, Schotse voetballer en voetbalmanager
  - Alex Sharpe, Ierse zangeres en musicalactrice
  - Alex Wilson, Canadese atleet
  - Alex Wilson, Zwitserse atleet
  - Alex, stripfiguur uit de oudheid
- Alexa
  - Alexa Kelly, Amerikaans fotomodel
- Lex
  - Lex Goudsmit, Nederlandse acteur
  - Lex Harding, Nederlandse diskjockey en ondernemer
  - Lex van de Haterd, Nederlandse literatuurwetenschapper
  - Lex Jongsma, Nederlandse schaker
  - Lex Lesgever, Nederlands schrijver
  - Lex Passchier, Nederlandse acteur
- Sander
  - Sander Armée, Belgische profwielrenner
  - Sander Borgers, Nederlandse oorlogsmisdadiger
  - Sander Boschker, Nederlandse voetbalkeeper
  - Sander de Heer, Nederlandse diskjockey
  - Sander van Marion, Nederlandse organist
  - Sander Schimmelpenninck, Nederlands journalist en tv-presentator
  - Sander Swart, Nederlandse acteur
  - Sander van der Weide, Nederlandse hockeyinternational
  - Sander Westerveld, Nederlandse voetballer
  - Sander Kleinenberg, Nederlandse diskjockey
  - Sander Lantinga, Nederlandse radio-dj en BNN presentator
  - Sander Post, Estische voetballer
- Sandra
  - Sandra Bullock, Amerikaanse actrice
  - Sandra Day O'Connor, Amerikaanse juriste
  - Sandra 't Hart, Nederlandse schaatsster
  - Sandra Kim, Belgische zangeres
  - Sandra Kiriasis, Duitse bobsleester
  - Sandra Ann Lauer, Duitse zangeres
  - Sandra Oh, Amerikaanse actrice
  - Sandra Reemer, Nederlandse zangeres
  - Sandra Reynolds, Zuidafrikaans tennisster
  - Sandra Schumacher, Duitse wielrenster
  - Sandra Schuurhof, Nederlandse journaliste
  - Sandra Temporelli, Franse mountainbikester
  - Sandra Völker, Duitse zwemster
  - Sandra Wasserman, Belgische tennisster
  - Sandra Ysbrandy, Nederlandse tv-kok
- Xander
  - Xander Berkeley, Amerikaanse acteur
  - Xander de Buisonjé, Nederlandse zanger
  - Xander De Rycke, Vlaamse stand-upcomedian
- Het Xandersyndroom, Ziekte waarvan ongeveer 5 mensen besmet zijn in 2022
- Xandra
  - Xandra Brood-Jansen, weduwe van zanger/schilder Herman Brood en bekend styliste
  - Xandra Schutte, Nederlands journaliste
- Zander
- Aleksandros of Alexandros (als letterlijke transcriptie van het Grieks)
  - Alexandros Korizis, Griekse generaal en politicus
- Alexandra
  - Salome Alexandra, Joodse Hasmonese koningin
  - Alexandra Burke, Britse zangeres
  - Alexandra Colen-Beliën, Belgisch Kamerlid voor het Vlaams Belang
  - Alexandra David-Néel, Franse schrijfster en ontdekkingsreizigster
  - Alexandra Fjodorovna, laatste Russische tsarina
  - Alexandra van Huffelen, Nederlandse politica
  - Aleksandra Kauc, Poolse kunstschaatsster
  - Aleksandra Kostenjoek, Russische schaakster
  - Alexandra Maria Lara, Duitse actrice
  - Alexandra Radius, Nederlandse danseres
  - Alexandra Zaretski, Israëlische kunstschaatsster
- Alexis
- Alexia
  - Alexia der Nederlanden

## Vertalingen

### Arabisch
- Iskander
- Iskandra

### Engels
- Alec
  - Alec Baldwin, acteur

### Frans
- Alexandre
  - Alexandre Dumas père, schrijver
  - Alexandre Dumas fils, schrijver
  - Alexandre Exquemelin, zeerover-schrijver

### Gaelic
- Alastair
- Alistair

### Georgisch
- Aleksandr
  - Aleksandr Amisoelasjvili, voetballer
- Aleksander
  - Aleksander Goeroeli, voetballer
  - Aleksander Iasjvili, voetballer

### Hongaars
- Sándor, Sanyi

### Italiaans
- Alessandro
  - Alessandro Scarlatti, componist
  - Alessandro Volta, natuurkundige
  - Alessandro Petacchi, wielrenner
  - Alessandro Mendini, ontwerper, auteur, architect
  - Alessandro Del Piero, voetballer
  - Alessandro Safina, zanger

### Roemeens
- (M) Alexandru
  - Alexandru Ioan Cuza, vorst van Roemenië
  - Alexander de Goede, vorst van Moldavië
  - Alexandru Spiridon, Moldavisch voetballer
- (M) Sandu
- (V) Alexandra
- (V) Sandra

### Russisch
- (M) Aleksandr of Sasja (zie ook: Aleksej)
  - Aleksandr Ivanov, snelwandelaar
  - Alexandr Popov, Russisch zwemmer
  - Aleksandr Poesjkin, schrijver
- (V) Aleksandra
  - Aleksandra Kostenjoek, Russisch schaakster

### Spaans
- Alejandro

## Plaatsnamen
- Alexandra, Nieuw-Zeeland
- Alexandrië, Egypte
- Sander, Noorwegen
- in de Verenigde Staten zijn er verschillende plaatsen met de naam New Alexandria
- verschillende plaatsen heten Alexandria

## Film
- Alexander, een Amerikaanse film uit 2004 van Oliver Stone

## Televisieseries
- Alexander, een Vlaamse televisieserie uit 2001

## Trivia
Alex was ook de roepnaam van de politieporsches die in de 2e helft van de 20e eeuw in Nederland rondreden. Deze naam kwam van de Alexanderkazerne waar de Rijkspolitie toen in gevestigd was.